# Robshelfordia fraserensis
Robshelfordia fraserensis är en kackerlacksart som beskrevs av Roth, L. M. 1999. Robshelfordia fraserensis ingår i släktet Robshelfordia och familjen småkackerlackor. Inga underarter finns listade i Catalogue of Life.